# Vilém III. Švihovský z Rýzmberka
Vilém III. Švihovský z Rýzmberka (okolo 1400 – mezi 1461 a 1463) byl český šlechtic, vojenský hejtman a válečník z rodu Švihovských z Rýzmberka. Účastnil se bojů husitských válek proti husitům a je uváděn jako jedna z vůdčích postav západočeské opozice vůči husitům soustředěné v tzv. plzeňském landfrýdu.

## Životopis

Erb Švihovských z Rýzmberka

### Mládí
Pocházel ze starého českého šlechtického rodu pánů Švihovských z Rýzmberka. Byl jedním ze synů Břeňka z Rýzmberka a ze Skály, měl mj. bratra Jana. Břeněk Švihovský předtím krátce vykonával úřad nejvyššího zemského komorníka a také nejvyššího dvorského sudího v Čechách, rod potom na přelomu 14. a 15. století vedl ozbrojený konflikt s královskou mocí Václava IV.,  Po otcově smrti zdědili Vilém a Jan rodový majetek panství Švihov a Rabí, který byl mezi bratry rozdělen: Vilém přesídlil na vodní hrad Švihov, Jan se usídlil na Rabí.

### Husitské války
Se svým bratrem Janem Vilém od začátku husitských válek vystupoval na katolické straně císaře Zikmunda. Jan z Rýzmberka hájil proti vojsku Jana Žižky Rabí. Stal se jedním z vůdčích představitelů koalice tzv. plzeňského landfrýdu, politicko-vojenského spolku šlechtické katolické domobrany střežící rozsáhlý prostor panství zasahující oblast západních, jihozápadních a severozápadních Čech. Vilém je uváděn jakožto bojovník katolických sil mj. v bitvě u Tachova roku 1427, kde byl po porážce katolíků a dobytí tachovského hradu 14. srpna 1427 spolu s dalšími šlechtici zajat Janem Tovačovským z Cimburka, ale podařilo se mu uprchnout. V době obležení Plzně v letech 1433 až 1434 husity vedenými opět Prokopem Holým byl spolu s Děpoldem z Dolan vojenským velitelem města, díky podpoře katolického Norimberka a též počínajícím rozkolům mezi husity bylo město uhájeno.
V řadách landfrýdu se také 30. května 1434 společně s bratrem Janem zúčastnili zásadní husitské porážky u Lipan. Při návratu zpět do severozápadních Čech byli patrně s oddíly landfrýdu též 9. června účastni bitvy u Řevničova při střetu s žatecko-lounským svazem vedeným Jakoubkem z Vřesové. Vilém pak pokračoval v dalších vojenských zákrocích proti husitům. Ještě roku 1434 provedl ozbrojený výpad vůči kališnickým Klatovům, v reakci nato pak husité oblehli a po vypuštění vodních příkopů také dobyli Švihov.
Roku 1436 byl za své věrné služby odměněn Zikmundem Lucemburským penězi a ziskem dalších statků, téhož roku se vrátil na Švihov. Poté, co se Jiří z Poděbrad stal zemským správcem, podporoval s bratrem Janem vznik tzv. Strakonické jednoty. V 50. letech 15. století potom postupně přicházel o zrak, uchýlil se tedy do politického ústraní na Švihov. 

### Úmrtí
Roku 1461 pak nechal sepsat závěť, roku 1463 se pak uvádí jako zemřelý.

### Rodina
Byl ženatý se Scholastikou z Žerotína, příslušnicí šlechtického rodu Žerotínů. Z jejich přímých potomků vynikl především Půta Švihovský z Rýzmberka, dlouholetý Nejvyšší zemský sudí Českého království na dvoře krále Vladislava Jagellonského. Ten mj. opět spojil majetky švihovské a rabské větvě rodu. 